# Взрыв в Стамбуле 12 января 2016 года
Взрыв в Стамбуле 12 января 2016 года — террористический акт в историческом районе Стамбула, подрыв взрывного устройства на площади Султанахмет. По последним данным кроме террориста-смертника погибли 12 человек, ранены 15. Большинство пострадавших составляют туристы из Германии. Событие произошло в центре города, у обелиска Феодосия, одного из самых популярных туристических мест города.
По предварительным данным, подрыв совершил террорист, приехавший из соседней Сирии под видом беженца. Он привел в действие СВУ на трамвайной остановке в момент, когда мимо проходила туристическая группа. Террорист подозревается в связях с ИГ.

## Расследование
Полиция арестовала десятки человек после взрыва, среди них 16 иностранцев. Трое из арестованных, по данным российского МИД — граждане России, однако неясно, были ли они связаны с терактом.